# Leeds United Association Football Club 1992-1993
Questa voce raccoglie le informazioni riguardanti il Leeds United Association Football Club nelle competizioni ufficiali della stagione 1992-1993

## Stagione
Divenuto membro fondatore della FA Premier League in quanto detentore del titolo nazionale, il Leeds (indebolito dalla partenza a gennaio di Cantona, ceduto ai rivali del Manchester United) non riuscì nel corso della stagione a difendere il trofeo vinto finendo anzi per impantanarsi nelle posizioni di bassa classifica, concludendo con due punti di vantaggio sulla zona retrocessione. Poco degne di nota furono anche le prestazioni nelle coppe: in Champions League la squadra fu eliminata agli ottavi di finale dal Rangers dopo aver eliminato lo Stoccarda in un controverso match (il risultato, favorevole ai tedeschi, fu tramutato in un 3-0 per il Leeds a causa dello schieramento di un giocatore squalificato da parte di essi, costringendo le squadre a uno spareggio disputato a Barcellona), mentre in FA Cup fu eliminata al quarto turno dall'Arsenal.

## Maglie e sponsor
La stagione 1992-1993 segnò il ritorno del fornitore tecnico Admiral, impiegato per l'occasione anche come sponsor ufficiale.
| 1a divisa | 2a divisa |

## Rosa
| N. |                        | Ruolo | Calciatore       |
| -- | ---------------------- | ----- | ---------------- |
| -  | Inghilterra (bandiera) | P     | Mark Beeney      |
| -  | Inghilterra (bandiera) | P     | Mervyn Day       |
| -  | Inghilterra (bandiera) | P     | John Lukic       |
| -  | Inghilterra (bandiera) | D     | Chris Fairclough |
| -  | Inghilterra (bandiera) | D     | David Kerslake   |
| -  | Inghilterra (bandiera) | D     | Tony Dorigo      |
| -  | Inghilterra (bandiera) | D     | Jon Newsome      |
| -  | Inghilterra (bandiera) | D     | Ray Wallace      |
| -  | Inghilterra (bandiera) | D     | David Wetherall  |
| -  | Inghilterra (bandiera) | D     | Chris Whyte      |
| -  | Scozia (bandiera)      | D     | Rob Bowman       |
| -  | Malta (bandiera)       | D     | Dylan Kerr       |
| -  | Canada (bandiera)      | D     | Kevin Sharp      |
| -  | Inghilterra (bandiera) | C     | David Batty      |
| -  | Inghilterra (bandiera) | C     | David Rocastle   |

| N. |                        | Ruolo | Calciatore      |
| -- | ---------------------- | ----- | --------------- |
| -  | Inghilterra (bandiera) | C     | Scott Sellars   |
| -  | Inghilterra (bandiera) | C     | Carl Shutt      |
| -  | Inghilterra (bandiera) | C     | Mark Tinkler    |
| -  | Galles (bandiera)      | C     | Gary Speed      |
| -  | Scozia (bandiera)      | C     | Gary McAllister |
| -  | Scozia (bandiera)      | C     | Gordon Strachan |
| -  | Inghilterra (bandiera) | A     | Lee Chapman     |
| -  | Inghilterra (bandiera) | A     | Jamie Forrester |
| -  | Inghilterra (bandiera) | A     | Steve Hodge     |
| -  | Inghilterra (bandiera) | A     | Imre Varadi     |
| -  | Inghilterra (bandiera) | A     | Rod Wallace     |
| -  | Inghilterra (bandiera) | A     | Noel Whelan     |
| -  | Francia (bandiera)     | A     | Éric Cantona    |
| -  | Norvegia (bandiera)    | A     | Frank Strandli  |

## Statistiche

### Statistiche di squadra
| Competizione          | Punti | Totale | Totale | Totale | Totale | Totale | Totale | DR |
| Competizione          | Punti | G      | V      | N      | P      | Gf     | Gs     | DR |
| --------------------- | ----- | ------ | ------ | ------ | ------ | ------ | ------ | -- |
| First Division        | 51    | 42     | 12     | 15     | 15     | 57     | 62     | -5 |
| UEFA Champions League | -     | 4      | 1      | 0      | 3      | 6      | 8      | -2 |
| FA Cup                | -     | 4      | 2      | 1      | 1      | 5      | 4      | +1 |
| Totale                | -     | 50     | 15     | 16     | 20     | 68     | 74     | -6 |